# Filipendula glaberrima
Filipendula glaberrima là loài thực vật có hoa trong họ Hoa hồng. Loài này được Nakai mô tả khoa học đầu tiên năm 1915.